# Tupelo Honey (canción)
«Tupelo Honey» es una canción del músico norirlandés Van Morrison publicada en el álbum de 1971 Tupelo Honey. El nombre deriva de una miel cara y de sabor suave producida en sureste de los Estados Unidos.
Bob Dylan, que llegó a cantar el tema con Morrison en los años 1990, remarcó que ""Tupelo Honey" había existido siempre y que Morrison no era sino el buque y el vehículo terrenal para llegar a él". La canción refleja un estilo musical cercano al country con la misma melodía posteriormente usada en la canción "Why Must I Always Explain?", del álbum de 1991 Hymns to the Silence.

## Reseñas
En una reseña para la revista Uncut, David Cavanagh escribió: "Construida a partir de un suave flauta y luego empujada hacia delante por el batería de jazz Connie Kay que ya había tocado en Astral Weeks, "Tupelo Honey" está cantada por un hombre que nos agarró por las solapas y no nos dejará ir hasta que entendamos precisamente lo que está experimentando. En un álbum donde las voces son exultantes, por no decir más, esta canción muestra a Morrison usando la laringe, el diafragma, los dientes y la lengua para encontrar nuevas formas de enunciar los versos: "She's as sweet as Tupelo Honey" (lo cual puede traducirse al español como: "Es más dulce que la miel de tupelo") y "she's all right with me" (lo que puede traducirse como: "Ella está bien conmigo")".

## En los medios de comunicación
- "Tupelo Honey" fue usada en los créditos finales de la película de 1997 Ulee's Gold, protagonizada por Peter Fonda.
- Fue emplazada en el puesto 51 de la lista de las 885 mejores canciones de todos los tiempos elaborada por los oyentes de WXPN.[3]
- En la serie de televisión Friends, Ross asegura que no existe canción más romántica que "Tupelo Honey".

## En otros álbumes y DVD
- Una versión con Brian Kennedy fue publicada en el álbum en directo de 1994 A Night in San Francisco.
- Una versión con Bobby Bland fue publicada en el álbum recopilatorio de 1997 The Best of Van Morrison Volume 3.
- Una interpretación en directo en el Festival de Jazz de Montreux fue publicada en el DVD de 2006 Live at Montreux 1980/1974.
- "Tupelo Honey" fue remasterizada en 2007 e incluida en el álbum recopilatorio Still on Top - The Greatest Hits.
- "Tupelo Honey" es también una de las canciones interpretadas en 1979 e incluida en el primer video de Morrison, Van Morrison in Ireland, publicado en 1981.

## Personal
- Van Morrison: guitarra y voz
- Ronnie Montrose: guitarra y coros
- Bill Church: bajo
- Rolf "Boots" Houston: flauta y coros
- Mark Jordan: piano
- Connie Kay: batería
- Gary Mallaber: vibráfono
- Bruce Royston: flauta
- Jack Schroer: saxofón alto
- Ted Templeman : órgano

## Versiones
- BC & The Blues
- Phil Coulter Orchestra
- Richie Havens
- Doc Holiday
- The Revelators
- Shaye
- Dusty Springfield
- David West
- Cassandra Wilson
- Brezz Zelenka
- Stefan Schubert
- Little Milton
- Jerry Garcia & Merl Saunders
- JJ Gray & Mofro